# Sołohubów (osiedle)
Sołohubów (biał. Салагубаў, Sałahubau; ros. Салогубов, Sałogubow) – osiedle na Białorusi, w obwodzie homelskim, w rejonie lelczyckim, w sielsowiecie Dubrowa.